# Belgrandiella
Belgrandiella là một chi ốc nước ngọt nhỏ, động vật thân mềm chân bụng trong họ Hydrobiidae.

## Các loài
Chi Belgrandiella includes the following species:
- Belgrandiella austriana
- Belgrandiella fuchsi
- Belgrandiella ganslmayri
- Belgrandiella kusceri (Wagner, 1914) - loài điển hình
- Belgrandiella mimula
- Belgrandiella parreyssi
- Belgrandiella pelerei
- Belgrandiella pyrenaica
- Belgrandiella styriaca
- Belgrandiella wawrai
- Belgrandiella intermedia

Đồng nghĩa: The folloving names are junior synonyms for Alzoniella slovenica: Belgrandiella alticola, Belgrandiella bojnicensis, Belgrandiella komenskyi, Belgrandiella slovenica.